# Markus Fäh
Markus Fäh (* 26. Februar 1958 in Kilchberg im Kanton Zürich) ist ein Schweizer Psychoanalytiker und Autor.

## Leben
Fäh studierte Klinische Psychologie, Psychopathologie und Soziologie an der Universität Zürich. Er ist Mitglied der von Sigmund Freud gegründeten Internationalen Psychoanalytischen Vereinigung, Ausbildungsanalytiker der Schweizerischen Gesellschaft für Psychoanalyse, Dozent, Lehranalytiker und Ausbildner am Freud-Institut Zürich, am Psychoanalytischen Seminar Zürich, an der Sigmund Freud PrivatUniversität Wien und am Psychoanalytischen Seminar Innsbruck. Er führt seit 1986 eine eigene Praxis in Zürich als Psychotherapeut, Supervisor, Coach und Organisationsberater. Seit 2021 arbeitet er an der Sigmund Freud Privatuniversität Wien und an der Sigmund Freud PrivatUniversität Berlin als Privatdozent für Psychotherapiewissenschaft und Psychoanalyse. Zudem ist er Gastdozent und Ausbilder an psychoanalytischen Instituten in Moskau, St. Petersburg, Jekaterinburg, Nowosibirsk, Minsk und Teheran. Er war von 1993 bis 2003 Präsident der Assoziation Schweizer Psychotherapeutinnen und Psychotherapeuten und von 2003 bis 2008 Präsident der Europäischen Konföderation für Psychoanalytische Psychotherapie (ECCP).
In wissenschaftlichen Publikationen befasst er sich mit der Theorie und Praxis der Psychoanalyse, speziell dem Ödipuskomplex und der Adoleszenz, der Psychotherapie- und Gesundheitsforschung und Fragen der psychoanalytischen Praxis. Einem breiteren Publikum ist er durch seine populären Sachbücher zu Fragen der Gesundheit, der Liebe und Paarbeziehung, sowie zu Fragen von Männlichkeit und Weiblichkeit bekannt. Er engagiert sich für die allgemeinverständliche Vermittlung der Psychoanalyse, u. a. im Projekt Cinépassion in Zürich, in dem Filme psychoanalytisch kommentiert und mit dem Publikum diskutiert werden.
Fäh wohnt und arbeitet in Zürich. Er führt eine eigene Praxis als Psychoanalytiker, Paartherapeut, Supervisor und Coach.

## Schriften
- Trieb und Ödipus. Einführung in das Denken und Werk von Judith le Soldat.

```
Stuttgart:frommann-holzboog, 2021
```

- Kolposwunsch, Peniswunsch und Kastrationstat – Aspekte einer Erweiterung der Theorie des Ödipuskomplexes.Psyche – Z Psychoanal 72, 1–23.
- Merken was läuft – Fehlerkultur und Theoriekultur in der Psychoanalyse. Bulletin der Schweizerischen Gesellschaft für Psychoanalyse, 86, 32–40.
- mit Y. Frenzel: Cinépassion Sequel – eine psychoanalytische Filmrevue. Psychosozial-Verlag, Giessen 2016.
- Я люблю Россию – Begegnungen mit der Psychoanalyse in Russland. In: Journal für Psychoanalyse. 56, 2015, S. 83–97.
- Hölle und Glückseligkeit – Psychoanalytische Überlegungen zur Scham beim Schreiben. In: M. Honegger (Hrsg.): Schreiben und Scham – Wenn ein Affekt zur Sprache kommt. Psychosozial-Verlag, Giessen 2015, S. 47–66.
- Judith Le Soldat: Grund zur Homosexualität. Rezension. In: WERKBLATT, Zeitschrift für Psychoanalyse und Gesellschaftskritik. 32, 75, 2015, S. 117–122.
- mit Y. Frenzel: Cinépassion Reloaded – eine psychoanalytische Filmrevue. Psychosozial-Verlag, Giessen 2013.
- Was tut ein Psychoanalytiker? Vorträge und Schriften zur Praxis der Psychoanalyse. Verlag Sigmund-Freud-Privatuniversität, Wien 2012, ISBN 978-5-91681-019-6.
- Путь Аналитика. (Der Weg des Analytikers. Grundlegende Prinzipien der psychoanalytischen Technik) In russischer Sprache. Verlag East European Institute of Psychoanalysis, Sankt Petersburg 2011, ISBN 978-5-91681-019-6.
- Wenn Psychoanalytiker Fehler machen – Möglichkeiten und Grenzen einer psychoanalytischen Fehlerkultur. In: Psychotherapie & Sozialwissenschaft. 13, 2011, S. 29–48.
- mit Y. Frenzel: Cinépassion – eine psychoanalytische Filmrevue. Psychosozial-Verlag, Gießen 2010.
- Schluss mit Jammern – und das Leben kommt von selbst. Zytglogge, Bern 2008, ISBN 978-3-7296-0761-3.
- Das Triviale der Liebe. Zytglogge, Bern 2006, ISBN 3-7296-0710-3.
- Der perfekte Mann. Zytglogge, Bern 2004, ISBN 3-7296-0672-7.
- Überlegungen Psychotherapie und Salutogenese: zum theoretischen und praxeologischen Brückenschlag. In: Psychotherapie Forum. 12 (1), 2004, S. 3–15.
- Gesundheit kommt von innen. Wie wir unsere Lebenskräfte befreien. Zytglogge, Bern 2002, ISBN 3-7296-0634-4.
- mit G. Fischer: Sinn und Unsinn in der Psychotherapieforschung. Eine kritische Auseinandersetzung mit Aussagen und Forschungsmethoden. Psychosozial-Verlag, Gießen 1998.